# فارغو
فارغو (بالإنجليزية: Fargo)‏ هي مدينة في ولاية داكوتا الشمالية في الولايات المتحدة الأمريكية.

## التركيبة السكانية
حدّد مكتب تعداد الولايات المتحدة بيانات التركيبة السكانية لفارغو في تعداد الولايات المتحدة. في ما يلي، التركيبة السكانية حسب تعدادي 2000 و2010.

### تعداد عام 2000
بلغ عدد سكان فارغو 90,599 نسمة بحسب تعداد عام 2000، وبلغ عدد الأسر 39,268 أسرة وعدد العائلات 20,724 عائلة مقيمة في المدينة. في حين سجلت الكثافة السكانية 703.2 نسمة لكل كيلومتر مربع (1,821.3/ميل2). وبلغ عدد الوحدات السكنية 41,200 وحدة بمتوسط كثافة قدره 319.8 لكل كيلومتر مربع (828.3/ميل2).
وتوزع التركيب العرقي للمدينة بنسبة 94.17% من البيض و1.02% من الأمريكيين الأفارقة و1.24% من الأمريكيين الأصليين و1.64% من الأمريكيين ذوي الأصول الآسيوية و0.04% من سكان جزر المحيط الهادئ و0.44% من الأعراق الأخرى و1.45% من عرقين مختلطين أو أكثر و1.29% من الهسبانيون أو اللاتينيون من أي عرق.
بلغ عدد الأسر 39,268 أسرة كانت نسبة 27.4% منها لديها أطفال تحت سن الثامنة عشر تعيش معهم، وبلغت نسبة الأزواج القاطنين مع بعضهم البعض 41.8% من أصل المجموع الكلي للأسر، ونسبة 7.8% من الأسر كان لديها معيلات من الإناث دون وجود شريك، بينما كانت نسبة 3.2% من الأسر لديها معيلون من الذكور دون وجود شريكة وكانت نسبة 47.2% من غير العائلات. تألفت نسبة 34.6% من أصل جميع الأسر من عدة أفراد يعيشون في نفس المنزل ونسبة 8% كانت تتألف من شخص يعيش بمفرده يبلغ من العمر 65 عاماً أو أكثر. وبلغ متوسط حجم الأسرة المعيشية 2.20، أما متوسط حجم العائلات فبلغ 2.91.
بلغ العمر الوسطي للسكان 30.1 عاماً. وكانت نسبة 21% من القاطنين تحت سن الثامنة عشر، وكانت نسبة 16.2% بين الثامنة عشر والرابعة والعشرين عاماً، ونسبة 30.8% كانت واقعةً في الفئة العمرية ما بين الخامسة والعشرين والرابعة والأربعين عاماً، ونسبة 18.3% كانت ما بين الخامسة والأربعين والرابعة والستين، ونسبة 9.3% كانت ضمن فئة الخامسة والستين عاماً فما فوق. يوجد لكل 100 أنثى 99.0 ذكر، ويوجد لكل 100 أنثى في الثامنة عشر من عمرها فما فوق 97.9 ذكر.
بلغ متوسط دخل الأسرة في المدينة 35,510 دولارًا، أما متوسط دخل العائلة فبلغ 50,486 دولارًا. وكان متوسط دخل الذكور 31,968 دولارًا مقابل 22,264 دولارًا للإناث. وسجل دخل الفرد الخاص بالمدينة 21,101 دولارًا. وكانت نسبة 6.6% من العائلات ونسبة 11.8% من السكان تحت خط الفقر، وكان من هؤلاء نسبة 11.2% تحت سن الثامنة عشر ونسبة 7.5% في الخامسة والستين من العمر وما فوق.

### تعداد عام 2010
بلغ عدد سكان فارغو 105,549 نسمة بحسب تعداد عام 2010، وبلغ عدد الأسر 46,791 أسرة وعدد العائلات 23,075 عائلة مقيمة في المدينة. في حين سجلت الكثافة السكانية 819.3 نسمة لكل كيلومتر مربع (2,122.0/ميل2). وبلغ عدد الوحدات السكنية 49,956 وحدة بمتوسط كثافة قدره 387.8 لكل كيلومتر مربع (1,004.4/ميل2).
وتوزع التركيب العرقي للمدينة بنسبة 90.20% من البيض و2.70% من الأمريكيين الأفارقة و1.38% من الأمريكيين الأصليين و2.97% من الأمريكيين ذوي الأصول الآسيوية و0.04% من سكان جزر المحيط الهادئ و0.62% من الأعراق الأخرى و2.09% من عرقين مختلطين أو أكثر و2.19% من الهسبانيون أو اللاتينيون من أي عرق.
بلغ عدد الأسر 46,791 أسرة كانت نسبة 24.2% منها لديها أطفال تحت سن الثامنة عشر تعيش معهم، وبلغت نسبة الأزواج القاطنين مع بعضهم البعض 36.8% من أصل المجموع الكلي للأسر، ونسبة 8.6% من الأسر كان لديها معيلات من الإناث دون وجود شريك، بينما كانت نسبة 3.9% من الأسر لديها معيلون من الذكور دون وجود شريكة وكانت نسبة 50.7% من غير العائلات. تألفت نسبة 36.6% من أصل جميع الأسر من عدة أفراد يعيشون في نفس المنزل ونسبة 8.4% كانت تتألف من شخص يعيش بمفرده يبلغ من العمر 65 عاماً أو أكثر. وبلغ متوسط حجم الأسرة المعيشية 2.15، أما متوسط حجم العائلات فبلغ 2.87.
بلغ العمر الوسطي للسكان 30.2 عاماً. وكانت نسبة 19.4% من القاطنين تحت سن الثامنة عشر، وكانت نسبة 19.8% بين الثامنة عشر والرابعة والعشرين عاماً، ونسبة 29% كانت واقعةً في الفئة العمرية ما بين الخامسة والعشرين والرابعة والأربعين عاماً، ونسبة 21.7% كانت ما بين الخامسة والأربعين والرابعة والستين، ونسبة 10.1% كانت ضمن فئة الخامسة والستين عاماً فما فوق. وتوزع التركيب الجنسي للسكان بنسبة 50.4% ذكور و49.6% إناث.

## المناخ
يظهر الجدول التالي التغييرات المناخية على مدار السنة لفارغو:
| البيانات المناخية لـفارغو                             | البيانات المناخية لـفارغو | البيانات المناخية لـفارغو | البيانات المناخية لـفارغو | البيانات المناخية لـفارغو | البيانات المناخية لـفارغو | البيانات المناخية لـفارغو | البيانات المناخية لـفارغو | البيانات المناخية لـفارغو | البيانات المناخية لـفارغو | البيانات المناخية لـفارغو | البيانات المناخية لـفارغو | البيانات المناخية لـفارغو | البيانات المناخية لـفارغو |
| الشهر                                                 | يناير                     | فبراير                    | مارس                      | أبريل                     | مايو                      | يونيو                     | يوليو                     | أغسطس                     | سبتمبر                    | أكتوبر                    | نوفمبر                    | ديسمبر                    | المعدل السنوي             |
| ----------------------------------------------------- | ------------------------- | ------------------------- | ------------------------- | ------------------------- | ------------------------- | ------------------------- | ------------------------- | ------------------------- | ------------------------- | ------------------------- | ------------------------- | ------------------------- | ------------------------- |
| الدرجة القصوى °ف (°م)                                 | 55 (13)                   | 66 (19)                   | 80 (27)                   | 100 (38)                  | 104 (40)                  | 104 (40)                  | 114 (46)                  | 106 (41)                  | 102 (39)                  | 97 (36)                   | 74 (23)                   | 65 (18)                   | 114 (46)                  |
| الحد الأقصى المتوسط °ف (°م)                           | 39.6 (4.2)                | 43.1 (6.2)                | 57.0 (13.9)               | 79.9 (26.6)               | 88.1 (31.2)               | 91.6 (33.1)               | 94.0 (34.4)               | 93.8 (34.3)               | 89.2 (31.8)               | 78.2 (25.7)               | 59.3 (15.2)               | 41.2 (5.1)                | 97.0 (36.1)               |
| متوسط درجة الحرارة الكبرى °ف (°م)                     | 18.4 (−7.6)               | 23.7 (−4.6)               | 36.3 (2.4)                | 55.8 (13.2)               | 69.3 (20.7)               | 77.4 (25.2)               | 82.5 (28.1)               | 81.2 (27.3)               | 70.8 (21.6)               | 56.0 (13.3)               | 37.3 (2.9)                | 22.3 (−5.4)               | 52.6 (11.4)               |
| المتوسط اليومي °ف (°م)                                | 9.3 (−12.6)               | 14.6 (−9.7)               | 27.8 (−2.3)               | 44.2 (6.8)                | 57.1 (13.9)               | 66.2 (19.0)               | 71.0 (21.7)               | 69.3 (20.7)               | 59.1 (15.1)               | 45.5 (7.5)                | 28.8 (−1.8)               | 14.1 (−9.9)               | 42.3 (5.7)                |
| متوسط درجة الحرارة الصغرى °ف (°م)                     | 0.1 (−17.7)               | 5.6 (−14.7)               | 19.4 (−7.0)               | 32.7 (0.4)                | 44.9 (7.2)                | 55.0 (12.8)               | 59.5 (15.3)               | 57.3 (14.1)               | 47.4 (8.6)                | 35.1 (1.7)                | 20.3 (−6.5)               | 5.9 (−14.5)               | 31.9 (0.0)                |
| الحد الأدنى المتوسط °ف (°م)                           | −22.5 (−30.3)             | −19 (−28)                 | −6.1 (−21.2)              | 16.9 (−8.4)               | 28.6 (−1.9)               | 41.1 (5.1)                | 47.1 (8.4)                | 43.4 (6.3)                | 30.7 (−0.7)               | 19.3 (−7.1)               | 0.3 (−17.6)               | −16.6 (−27.0)             | −26 (−32)                 |
| أدنى درجة حرارة °ف (°م)                               | −48 (−44)                 | −47 (−44)                 | −34 (−37)                 | −13 (−25)                 | 14 (−10)                  | 28 (−2)                   | 36 (2)                    | 32 (0)                    | 17 (−8)                   | −4 (−20)                  | −27 (−33)                 | −36 (−38)                 | −48 (−44)                 |
| الهطول إنش (مم)                                       | 0.70 (18)                 | 0.61 (15)                 | 1.30 (33)                 | 1.36 (35)                 | 2.81 (71)                 | 3.90 (99)                 | 2.79 (71)                 | 2.56 (65)                 | 2.57 (65)                 | 2.15 (55)                 | 1.00 (25)                 | 0.83 (21)                 | 22.58 (574)               |
| متوسط تساقط الثلوج إنش (سم)                           | 11.2 (28)                 | 7.0 (18)                  | 9.1 (23)                  | 3.0 (7.6)                 | trace                     | 0 (0)                     | 0 (0)                     | 0 (0)                     | trace                     | 0.7 (1.8)                 | 7.9 (20)                  | 11.2 (28)                 | 50.1 (127)                |
| متوسط أيام هطول الأمطار (≥ 0.01 in)                   | 8.3                       | 7.2                       | 8.3                       | 7.4                       | 11.0                      | 11.7                      | 9.5                       | 9.1                       | 8.7                       | 8.3                       | 7.1                       | 9.2                       | 105.8                     |
| متوسط الأيام المثلجة (≥ 0.1 in)                       | 8.9                       | 6.7                       | 5.3                       | 1.8                       | 0                         | 0                         | 0                         | 0                         | 0                         | 0.8                       | 5.4                       | 9.5                       | 38.4                      |
| متوسط الرطوبة النسبية (%)                             | 73.1                      | 74.7                      | 76.0                      | 65.6                      | 60.0                      | 66.1                      | 66.9                      | 66.5                      | 69.2                      | 68.8                      | 75.7                      | 76.1                      | 69.9                      |
| ساعات سطوع الشمس الشهرية                              | 140.9                     | 153.9                     | 212.3                     | 241.6                     | 283.2                     | 303.2                     | 350.2                     | 313.2                     | 231.2                     | 178.9                     | 113.1                     | 107.4                     | 2٬629٫1                   |
| نسبة وصول أشعة الشمس                                  | 51                        | 53                        | 58                        | 59                        | 61                        | 64                        | 73                        | 71                        | 61                        | 53                        | 40                        | 40                        | 59                        |
| متوسط مؤشر الأشعة فوق البنفسجية                       | 1                         | 2                         | 3                         | 5                         | 6                         | 8                         | 8                         | 7                         | 5                         | 3                         | 1                         | 1                         | 4                         |
| المصدر #1: NOAA (relative humidity and sun 1961–1990) |                           |                           |                           |                           |                           |                           |                           |                           |                           |                           |                           |                           |                           |
| المصدر #2: Weather Atlas                              |                           |                           |                           |                           |                           |                           |                           |                           |                           |                           |                           |                           |                           |

## أعلام
- جون بي. رايموند
- وليم إتش. جاس
- جون نواه
- كاريدي إنغليش
- جيمس ستيفن سوليفان
- توماس ك. مارشال
- مايرون إتش برايت
- لسلي ستفنسون
- جوني لانغ
- بوبي في